# Meisenbach (Haunetal)
Meisenbach ist ein Ortsteil der Marktgemeinde Haunetal im osthessischen Kreis Hersfeld-Rotenburg.

## Geschichte

### Ortsgeschichte
Die älteste bekannte schriftliche Erwähnung von Meisenbach erfolgte im Jahre 1317.
Zum 31. Dezember 1971 wurde die dahin zum Landkreis Hünfeld gehörende selbständige Gemeinde Meisenbach im Zuge der Gebietsreform in Hessen in die im gleichen Jahr neu gegründete Gemeinde Haunetal auf freiwilliger Basis eingemeindet. Für Meisenbach wurde, wie für die übrigen bei der Gebietsreform nach Haunetal eingegliederten Gemeinden, ein Ortsbezirk mit Ortsbeirat und Ortsvorsteher nach der Hessischen Gemeindeordnung gebildet.

### Verwaltungsgeschichte im Überblick
Die folgende Liste zeigt die Staaten und Verwaltungseinheiten, in denen Meisenbach lag:
- vor 1803: Heiliges Römisches Reich, Hochstift Fulda, Oberamt Fürsteneck, Gericht Neukirchen
- 1803–1806: Heiliges Römisches Reich, Fürstentum Nassau-Oranien-Fulda, Fürstentum Fulda, Amt Eiterfeld
- 1806–1810: Kaiserreich Frankreich, Fürstentum Fulda
- 1810–1813: Großherzogtum Frankfurt, Departement Fulda, Distrikt Eiterfeld
- ab 1815: Kurfürstentum Hessen, Großherzogtum Fulda, Amt Eiterfeld[7]
- ab 1821/22: Kurfürstentum Hessen, Provinz Fulda, Kreis Hünfeld[8][Anm. 1]
- ab 1848: Kurfürstentum Hessen, Bezirk Fulda
- ab 1851: Kurfürstentum Hessen, Provinz Fulda, Kreis Hünfeld
- ab 1867: Königreich Preußen, Provinz Hessen-Nassau, Regierungsbezirk Kassel, Kreis Hünfeld
- ab 1871: Deutsches Reich, Königreich Preußen, Provinz Hessen-Nassau, Regierungsbezirk Kassel, Kreis Hünfeld
- ab 1918: Deutsches Reich, Freistaat Preußen, Provinz Hessen-Nassau, Regierungsbezirk Kassel, Kreis Hünfeld
- ab 1944: Deutsches Reich, Freistaat Preußen, Provinz Kurhessen, Landkreis Hünfeld
- ab 1945: Amerikanische Besatzungszone, Groß-Hessen, Regierungsbezirk Kassel, Landkreis Hünfeld
- ab 1946: Amerikanische Besatzungszone, Hessen, Regierungsbezirk Kassel, Landkreis Hünfeld
- ab 1949: Bundesrepublik Deutschland, Hessen, Regierungsbezirk Kassel, Landkreis Hünfeld
- ab 1972: Bundesrepublik Deutschland, Hessen, Regierungsbezirk Kassel, Landkreis Hersfeld-Rotenburg, Gemeinde Haunetal[Anm. 2]

## Bevölkerung

### Einwohnerstruktur 2011
Nach den Erhebungen des Zensus 2011 lebten am Stichtag, dem 9. Mai 2011, in Meisenbach 42 Einwohner. Darunter waren keine Ausländer. Nach dem Lebensalter waren 6 Einwohner unter 18 Jahren, 18 zwischen 18 und 49, 9 zwischen 50 und 64 und 12 Einwohner waren älter. Die Einwohner lebten in 18 Haushalten. Davon waren 3 Singlehaushalte, 3 Paare ohne Kinder und 6 Paare mit Kindern, sowie 3 Alleinerziehende und keine Wohngemeinschaften. In 3 Haushalten lebten ausschließlich Senioren und in 9 Haushaltungen lebten keine Senioren.

### Einwohnerentwicklung
- 1812: 10 Feuerstellen, 100 Seelen[1]

| Meisenbach: Einwohnerzahlen von 1812 bis 2015 | Meisenbach: Einwohnerzahlen von 1812 bis 2015 | Meisenbach: Einwohnerzahlen von 1812 bis 2015 | Meisenbach: Einwohnerzahlen von 1812 bis 2015 | Meisenbach: Einwohnerzahlen von 1812 bis 2015 |
| --- | --------------------------------------------- | --------------------------------------------- | --------------------------------------------- | --------------------------------------------- |
| Jahr |                                               |                                               |                                               | Einwohner                                     |
| 1812 | 1812                                          |                                               | 100                                           | 100                                           |
| 1834 | 1834                                          |                                               | 84                                            | 84                                            |
| 1840 | 1840                                          |                                               | 90                                            | 90                                            |
| 1846 | 1846                                          |                                               | 85                                            | 85                                            |
| 1852 | 1852                                          |                                               | 88                                            | 88                                            |
| 1858 | 1858                                          |                                               | 93                                            | 93                                            |
| 1864 | 1864                                          |                                               | 94                                            | 94                                            |
| 1871 | 1871                                          |                                               | 76                                            | 76                                            |
| 1875 | 1875                                          |                                               | 78                                            | 78                                            |
| 1885 | 1885                                          |                                               | 78                                            | 78                                            |
| 1895 | 1895                                          |                                               | 82                                            | 82                                            |
| 1905 | 1905                                          |                                               | 78                                            | 78                                            |
| 1910 | 1910                                          |                                               | 81                                            | 81                                            |
| 1925 | 1925                                          |                                               | 81                                            | 81                                            |
| 1939 | 1939                                          |                                               | 73                                            | 73                                            |
| 1946 | 1946                                          |                                               | 125                                           | 125                                           |
| 1950 | 1950                                          |                                               | 127                                           | 127                                           |
| 1956 | 1956                                          |                                               | 101                                           | 101                                           |
| 1961 | 1961                                          |                                               | 83                                            | 83                                            |
| 1967 | 1967                                          |                                               | 67                                            | 67                                            |
| 1970 | 1970                                          |                                               | 69                                            | 69                                            |
| 1980 | 1980                                          |                                               | ?                                             | ?                                             |
| 1990 | 1990                                          |                                               | ?                                             | ?                                             |
| 2000 | 2000                                          |                                               | ?                                             | ?                                             |
| 2011 | 2011                                          |                                               | 42                                            | 42                                            |
| 2015 | 2015                                          |                                               | 51                                            | 51                                            |
| Datenquelle: Historisches Gemeindeverzeichnis für Hessen: Die Bevölkerung der Gemeinden 1834 bis 1967. Wiesbaden: Hessisches Statistisches Landesamt, 1968. Weitere Quellen: LAGIS, Gemeinde Haunetal; Zensus 2011 |                                               |                                               |                                               |                                               |

### Historische Religionszugehörigkeit
| • 1885: | 78 evangelische (= 100 %) Einwohner                               |
| • 1961: | 83 evangelische (= 86,75 %), 11 katholische (= 13,25 %) Einwohner |

## Politik
Für Meisenbach besteht ein Ortsbezirk (Gebiete der ehemaligen Gemeinde Aua) mit Ortsbeirat und Ortsvorsteher nach der Hessischen Gemeindeordnung. Der Ortsbeirat besteht aus drei Mitgliedern. Bei den Kommunalwahlen in Hessen 2021 betrug die Wahlbeteiligung zum Ortsbeirat 24,55 %. Der Ortsbeirat wählte Meik Wöllhardt zum Ortsvorsteher.

## Sehenswürdigkeiten
Für die unter Denkmalschutz stehenden Objekte im Ort, siehe die Liste der Kulturdenkmäler in Meisenbach.

## Verkehr
Östlich um den Ort verläuft die Bundesstraße 27 und westlich die Bahnstrecke der Nord-Süd-Bahn, die von Hannover nach Würzburg führt.